# I-33
El I-33 (イ-33?) fue un submarino portaaviones del Tipo B1 de la Armada Imperial Japonesa que se hundió tres veces en sendos incidentes durante Segunda Guerra Mundial.
Fue inicialmente nombrado como I-41 al momento de su lanzamiento en mayo de 1941; pero en noviembre fue reasignado como el I-33.

## Descripción
El I-33, con un desplazamiento de 2.600 t en superficie, tenía la capacidad de sumergirse hasta 100 m, desarrollando entonces una velocidad máxima de 8 nudos, con una autonomía de 96 millas náuticas a una velocidad reducida de 3 nudos. En superficie, su autonomía era de 14.000 millas náuticas a una velocidad de crucero de 16 nudos, desarrollando una velocidad máxima de 23,6 nudos. 
Trasportaba un hidroavión biplaza de reconocimiento Yokosuka E14Y conocido por los Aliados como Glen, almacenado en un hangar hidrodinámico en la base de la torre de la vela.

## Historial operativo
El I-33 tuvo una muy breve participación durante la Segunda Guerra Mundial. El 10 de junio de 1942 fue comisionado en servicio y es adscrito a la 15a. división de submarinos en Kure y luego fue destinado a Truk.
Tras su entrada en servicio en junio de 1942, localizó una formación de naves estadounidenses el 24 de agosto de 1942, durante la batalla de las Salomón Orientales, pero fue atacado en superficie por un avión solitario enemigo y no logró la posición de disparo ya que tuvo que hacer inmersión de emergencia tocando el fondo marino abollando los flancos de la proa. Daños en uno de sus tubos lanzatorpedos tras golpear el fondo marino hicieron imposible una misión ofensiva y obligaron a que se dirigiese a la base naval de Truk, donde llega el 25 de septiembre de 1942, quedando libre de servicio la mitad de su tripulación.

### Primer incidente
Al día siguiente es amarrado junto al buque-taller Urakami Maru, iniciándose las reparaciones. Una incorrecta orden de abrir una válvula para estabilizar la nave produjo una inundación incontrolable que hunde al submarino en tan sólo dos minutos a una profundidad de 37 metros. 33 tripulantes se hunden con el submarino, si bien varios sobrevivieron un tiempo en compartimentos aislados.

### Segundo incidente
Debido a la falta de equipo especializado en Truk para rescatar al submarino, hasta el 19 de diciembre no se produce el primer intento exitoso.  El buque taller Mie Maru y el petrolero Nippo Maru realizan la operación de rescate.  Se inyectó aire a presión en el casco del I-33, que fue reflotado; pero apenas tres minutos después de alcanzar la superficie, una escotilla colapsó por el exceso de presión y el submarino nuevamente se fue al fondo. Diez días después se consiguió nuevamente reflotar y asegurar finalmente al submarino en superficie.

### Hundimiento definitivo
El 2 de marzo de 1943 dejó Truk remolcado por el tanquero Nippo Maru, llegando a Kure el 18 del mismo mes, iniciándose reparaciones e instalación de nuevos equipos, como un radar Tipo 22. El 1 de junio de 1944 acabaron las reparaciones, y el 13 de junio, mientras se realizaron las pruebas de inmersión previas a su nueva entrada en servicio, al hacer inmersión una válvula de estribor no se cerró, provocando la inundación sucesiva de los compartimentos del submarino. Un soplado de los tanques de lastre permitió alcanzar la superficie brevemente, pero la válvula continúa abierta y la inundación es imparable. Ocho tripulantes logran alcanzar la superficie, pero seis de ellos mueren agotados antes de alcanzar la costa. Otros trece tripulantes quedan atrapados en un compartimento de proa sin poder abrir la escotilla de escape, pereciendo de asfixia, pero teniendo tiempo de dejar notas de despedida, de un modo análogo a lo que sucedería 56 años después en el submarino ruso Kursk.
La causa del hundimiento fue la introducción de un cilindro de madera en el interior de una válvula, lo que impidió su cierre. Ese tipo de madera era empleada en los andamios que se erigían sobre las naves cuando eran reparadas. El I-33 permaneció a 55 metros de profundidad hasta el año 1953, cuando el casco fue reflotado para su posterior desguace, comprobándose que los compartimentos delanteros no se inundaron y localizando los cuerpos de los marineros y sus notas. Un total de 102 tripulantes perecieron en el tercero y definitivo hundimiento del I-33.